# Wayne's World (jeu vidéo)
Pour les articles homonymes, voir Wayne et Wayne's World.
Wayne's World est un jeu vidéo de plates-formes sorti en 1993 sur Game Boy, Mega Drive, Nintendo Entertainment System et Super Nintendo. Le jeu a été développé par Radical Entertainment et édité par THQ.
Il est basé sur le film Wayne's World de Penelope Spheeris sorti en 1992.

## Système de jeu
Ce jeu met sur scène les deux principaux protagonistes du film Wayne's World à savoir Wayne Campbell et Garth Algar.
Wayne Campbell doit délivrer Garth Algar d'une gélatine rose nommée "Zantar". Pour ce faire, Wayne dispose d'une guitare électrique et doit évoluer dans quatre mondes différents avant d'atteindre le boss final.
Dans le premier niveau (découpé en trois parties), Wayne doit se battre contre divers instruments de musiques tels que cornemuses, violoncelles, saxophones, accordéons, une sorte de petits étrons et des ensembles musicaux d'orchestre. Ce niveau a pour décor un studio d'enregistrement que l'on peut voir dans le film. Ce niveau est appelé "Kramer's Music Store". Le boss de fin de ce niveau est un robot ressemblant à un reptile coupé d'un oiseau en ferraille qui use de son cou pour tenter de tuer Wayne.
Dans le deuxième niveau (découpé en trois parties), Wayne doit se battre contre des lanceurs de donuts, des petits bonhommes en gâteaux dans leur fritures qui lancent des boules de feu, des gâteaux sautants, des morceaux de sucres, des gobelets qui jettent du café via une paille, et des vapeurs de café sortant d'un gril. Ce niveau a pour décor la cuisine du bar-café de la ville d'Aurora où se passe le film : le snack-bar de Stan Mikita. Ce niveau est appelé "Stan Mikita's Donut Store". Le boss de ce niveau est une sorte d'homme-cookies dont l'arme favorite et de balancer des cookies sur Wayne pour le neutraliser. (Ce niveau est sans doute le plus dur des quatre).
Dans le troisième niveau (découpé en trois parties), Wayne doit se battre contre son ex-petite amie Stacy (qui peut le tuer en lui envoyant des bisous ou des cadeaux), des chaussures de types "rangers", des lance-flammes intermittents, des fléchettes lancées sur des cibles, des gros bondissant et pétant en même temps, des masques de carnavals ressemblant à des têtes de vampires ou de petits blondinets en skate. Ce niveau a pour décor une salle de billards et de jeux vidéo (dont l'un d'entre eux est le jeu vidéo "Zantar" dont il est fait mention dans le film). Ce niveau est appelé "Gas Works". Le boss de ce niveau est un rocker des années 1960 (ressemblant fortement à Elvis Presley) qui disparaît et réapparaît à souhait et utilise ses lunettes noires pour tuer Wayne.
Dans le quatrième niveau (en une seule partie), Wayne doit se battre contre des femmes avec leur aspirateurs "Suce-cut" (Voir le film), des canards volants lançant des œufs, des boîtes aux lettres contenant des monstres et enfin des arroseurs automatiques. Le boss de fin est évidemment Zantar la gélatine rose dans laquelle, lors du combat, nous pouvons voir Garth Algar enfermé, attendant qu'on le délivre. Le décor du niveau est une ville dans les airs avec des maisons roses et bleues, des bouches à incendies orange et des boîtes aux lettres rouges et bleues. Ce niveau est appelé "Surburbia".

## À noter
- Il ne faut pas le confondre avec le jeu Wayne's World sorti sur PC la même année qui est un jeu d'aventure.